# Guy Pierre de Kersaint
Pour les autres membres de la famille, voir Kersaint.
Guy Pierre de Coëtnempren, comte de Kersaint, né le 26 novembre 1747 à Brest et mort le 24 août 1822 à Suresnes, est un officier de marine et aristocrate français des XVIIIe et XIXe siècles.

## Biographie

### Origines et jeunesse
Fils de Guy François de Kersaint, officier dans la Marine royale, et frère cadet du navigateur et homme politique Armand-Guy-Simon de Coëtnempren, comte de Kersaint, Guy Pierre entre au service de la marine royale, en 1764 dans une compagnie de gardes de la marine.

### Débuts dans la Marine royale
Après plusieurs campagnes aux Antilles et dans l'Inde, il fait la guerre de 1778, au cours de laquelle il commande la corvette la Favorite dans les escadres du comte d'Orvilliers et de Pontevès-Gien, en 1778-1779. Il sert à bord de la Ville-de-Paris (grande armée combinée en 1780), puis commande Le Rossignol en 1781-1782 puis L'Iphigénie en 1783-1784. À la suite de cette campagne, il est nommé chevalier de Saint-Louis, et capitaine de vaisseau le 1er mai 1786.
L'année suivante, il commandait dans la mer de Chine orientale et la mer de Chine méridionale la frégate la Dryade, ayant mission de porter en Cochinchine à Monseigneur Pierre Joseph Georges Pigneau de Behaine, évêque d'Adran, ambassadeur de France, et de faire des observations hydrographiques.

### Émigration et Premier Empire
N'acceptant pas les principes de la Révolution française de 1789, il émigra en 1790 et prit du service dans l'armée des princes. Il résida successivement à Aix-la-Chapelle, Maestricht et Hambourg.
Mais, rentré en France en l'an XII (1803), il fut réintégré dans la marine, avec le grade de capitaine de vaisseau de 2e classe (à compter du 3 mai 1798), et fut compris dans les promotions des 15 pluviôse (5 février 1804) et 25 prairial (14 juin) de la même année comme membre et officier de la Légion d'honneur.
Lorsque Napoléon Ier eut résolu la création du port d'Anvers, Decrès, ancien ami de Kersaint, le désigna à l'Empereur comme bon et intègre administrateur, capable, en raison des explorations qu'il avait faites avant la Révolution française, de certains fleuves de l'Inde, de diriger les travaux de l'Escaut, dont le lit, croyait-on, avait beaucoup d'analogie avec celui de l'un de ces fleuves. Ces motifs firent choisir Kersaint comme chef des mouvements militaires du port d'Anvers, en 1806. Promu capitaine de vaisseau de 1re classe, le 1er janvier 1812, il fut nommé préfet maritime d'Anvers le 9 mars suivant.

### Restauration française
La première Restauration le nomma contre-amiral, le 11 juin 1814, commandeur de la Légion d'honneur, le 18 août suivant, et commandeur de Saint-Louis à peu près à la même époque.
Appelé, le 15 août 1815, à remplir les fonctions de préfet de la Meurthe, il reçut de l'empereur Alexandre la décoration en diamants de l'ordre de Sainte-Anne de 2e classe, en reconnaissance des soins qu'il avait pris des troupes russes pendant son administration de ce département. Kersaint était aussi chevalier de Saint-Lazare.
Remplacé dans ses fonctions, et admis à la retraite le 14 septembre 1816, il se retire à Quimperlé, puis à Suresnes, où il meurt le 24 août 1822.
Il serait devenu aveugle en 1820.[réf. nécessaire]
Un de ses petits-fils servit, sous le Second Empire, dans la marine comme enseigne de vaisseau.

## Titres
- Comte de Kersaint (à la mort de son frère aîné : 1793) ;
- 1er baron de Kersaint et de l'Empire (25 février 1811).

## Décorations
- Légion d'honneur :
  - Légionnaire (15 pluviôse an XII : 5 février 1804), puis,
  - Officier (25 prairial an XII : 14 juin 1804), puis,
  - Commandeur de la Légion d'honneur (18 août 1814) ;
- Ordre royal et militaire de Saint-Louis :
  - Chevalier (1er mai 1786), puis,
  - Commandeur de Saint-Louis (1820) ;
- Chevalier de l'ordre de Saint-Lazare (18 septembre 1778) ;
- Chevalier de l'ordre de Sainte-Anne de 2e classe (avec diamants (1815).

## Armoiries
| Figure | Blasonnement |
|        | Armes du baron de Kersaint et de l'Empire D'argent, à trois tours de gueules ; au canton des Barons militaires de l'Empire brochant. |

### Sources et bibliographie
- A. Lievyns, Jean Maurice Verdot, Pierre Bégat, Fastes de la Légion d'honneur : biographie de tous les décorés accompagnée de l'histoire législative et réglementaire de l'ordre, vol. 5, Bureau de l'administration, 1847, 2e éd. (lire en ligne) ;
- Prosper Jean Levot, Biographie bretonne : recueil de notices sur tous les Bretons qui se sont fait un nom soit par leurs vertus ou leurs crimes, soit dans les arts, dans les sciences, dans les lettres, dans la magistrature, dans la politique, dans la guerre, etc., depuis le commencement de l'ère chrétienne jusqu'à nos jours, vol. 2, Cauderan, 1857 (lire en ligne) ;
- (en) « Guy Pierre de Kersaint », dans Encyclopædia Britannica [détail de l’édition], 1911 (lire sur Wikisource). ;